# Carl Johansson (voetballer, 1994)
Carl Johansson (Lund, 23 mei 1994) is een Zweedse voetballer die doorgaans als centrale verdediger speelt. Hij debuteerde in 2013 in het betaald voetbal voor Helsingborgs IF in de Allsvenskan. In juli 2023 verruilde hij IFK Göteborg  voor Holstein Kiel, waar hij nog altijd onder contract staat

## Clubloopbaan

### Jeugd
Johansson begon op vijfjarige leeftijd met voetballen bij Höörs IS en debuteerde daar tien jaar later in het eerste elftal. Na een stage bij de onder 15 van Helsingborgs IF kreeg hij een jeugdcontract aangeboden en stapte hij op vijftienjarige leeftijd over naar de jeugdopleiding van de club uit Helsingborg. Hij doorliep alle jeugdelftallen in de onderbouw en debuteerde op 25 augustus 2012 in de onder-19 tijdens de uitwedstrijd tegen Degerfors IF, waarin hij in de basis begon onder trainer Niklas Velander. In deze ploeg speelde hij voor het eerst als centrale verdediger, nadat hij daarvoor als middenvelder actief was geweest. Een seizoen later maakte hij de overstap naar de onder-21 en debuteerde daar op 7 mei 2013 in de thuiswedstrijd tegen Halmstads BK, waarin hij opnieuw in de basis begon, ditmaal onder trainer Erik Edman. Hij speelde in totaal vijf seizoenen in deze leeftijdscategorie, terwijl hij daarnaast in 2013 zijn opwachting maakte in het eerste elftal. Zijn laatste jeugdwedstrijd speelde hij op 31 juli 2017.

### Helsingborgs IF
Op 29 september 2013 maakte Johansson als A-junior zijn debuut in het eerste elftal van Helsingborgs IF.  Trainer Roar Hansen liet hem in de basis starten in de uitwedstrijd tegen IF Elfsborg in de Allsvenskan. Later dat seizoen speelde hij nog één competitiewedstrijd. In de Svenska Cupen droeg hij bij aan het bereiken van de finale, die met 0–1 verloren werd van IF Elfsborg; Johansson speelde de hele wedstrijd. In zijn derde seizoen, op 31 oktober 2015, maakte hij zijn eerste doelpunt voor Helsingborgs IF. In de met 1–2 verloren thuiswedstrijd tegen BK Häcken kopte hij in de achtste minuut uit een voorzet van Anton Wede de 1–0 binnen. Zijn doorbraak leek te komen in 2016, toen hij aan het begin van het seizoen een vaste basisplaats veroverde onder trainer Henrik Larsson. Door een enkelblessure bleef zijn inbreng beperkt tot elf competitie- en bekerwedstrijden. Hij miste de play-offwedstrijden tegen Halmstads BK, waarin Helsingborgs na 23 jaar degradeerde naar de Superettan. Na bijna een jaar afwezigheid maakte Johansson in de achtste competitieronde van het seizoen 2017 zijn rentree tijdens de thuiswedstrijd tegen Norrby IF, waarin hij in de rust inviel voor Frederik Helstrup. In 2018 was hij in de eerste seizoenshelft een vaste waarde onder trainer Per-Ola Ljung, maar in de tweede seizoenshelft verloor hij zijn basisplaats aan de teruggekeerde Andreas Granqvist. Om meer speeltijd te krijgen, besloot hij de club te verlaten en tekende hij bij het in de Allsvenskan uitkomende Falkenbergs FF.

### Falkenbergs FF
In november 2018 tekende Johansson een contract voor twee jaar bij Falkenbergs FF. Het seizoen 2019 betekende zijn definitieve doorbraak op het hoogste Zweedse niveau. Op 31 maart 2019 debuteerde hij in de Allsvenskan voor Falkenberg in de thuiswedstrijd tegen Örebro SK, waarin trainer Hans Eklund hem als centrale verdediger in de basis liet beginnen. Johansson behield zijn basisplaats en maakte op 13 juli zijn eerste doelpunt voor de club: in de 96e minuut scoorde hij de gelijkmaker in de met 1–1 geëindigde wedstrijd tegen IFK Göteborg. In zijn tweede seizoen streed hij met Falkenberg tegen degradatie; de club eindigde op de zestiende plaats, waardoor Johansson voor de tweede keer in zijn loopbaan degradeerde. Hij bleef echter actief op het hoogste niveau en vervolgde zijn carrière bij IFK Göteborg.

### IFK Göteborg
In december 2020 tekende Johansson een contract voor twee jaar bij IFK Göteborg. Door een voetblessure miste hij de eerste competitiewedstrijden van het seizoen 2021. In de negende speelronde, tijdens de met 0–1 verloren thuiswedstrijd tegen IF Elfsborg, maakte hij zijn debuut onder trainer Mikael Stahre. Op 24 oktober 2021 scoorde hij zijn eerste doelpunten voor Göteborg in de met 1–3 gewonnen uitwedstrijd tegen Mjällby AIF: na een voorzet van Oscar Wendt opende hij de score en in de tweede helft maakte hij na een assist van Tobias Sana de 1–2. In zijn tweede seizoen stond hij 27 keer in de basis en eindigde hij met Göteborg op de achtste plaats. In februari 2023 werd hij voor een seizoen verhuurd aan het Deense Randers FC. Na zijn terugkeer verliet hij IFK Göteborg en tekende hij bij het Duitse Holstein Kiel, uitkomend in de 2. Bundesliga.

#### Verhuur aan Randers FC
Eind januari 2023 werd Johansson tot het einde van het seizoen 2023/24 verhuurd aan Randers FC. Op 19 februari maakte hij zijn debuut in de Deense Superligaen tijdens de uitwedstrijd tegen Odense BK.  In het met 0–0 gelijkgespeelde duel begon hij in de basis en vormde hij samen met Daniel Høegh het centrale verdedigingsduo. Op 5 maart scoorde hij zijn eerste doelpunt in de Superligaen, in de met 2–2 gelijkgespeelde uitwedstrijd tegen Viborg FF; in de 71e minuut kopte hij na een voorzet van Jakob Ankersen de gelijkmaker binnen. Een maand later kreeg hij in de thuiswedstrijd tegen Aarhus GF voor het eerst in zijn carrière een rode kaart, nadat hij twee keer geel had ontvangen. Met Randers bereikte hij de kampioensplay-offs, waarin hij één wedstrijd miste vanwege een schorsing. De club sloot het seizoen af op de zesde plaats. Na afloop van het seizoen 2022/23 keerde Johansson terug naar Zweden.

### Holstein Kiel
In mei 2023 tekende Johansson een driejarig contract bij Holstein Kiel, tot medio 2026. Op 30 juli 2023 maakte hij zijn debuut voor de club in de uitwedstrijd tegen Eintracht Braunschweig. In het met 0–1 gewonnen duel begon hij in de basis en vormde hij samen met Colin Kleine-Bekel het centrale verdedigingsduo. Door een beschadigde meniscus kwam hij in de rest van de eerste seizoenshelft nauwelijks in actie. Op 30 september maakte hij met een korte invalbeurt tegen Karlsruher SC zijn rentree. Na de winterstop kreeg hij opnieuw knieproblemen, waardoor hij wederom geruime tijd uitviel. Op 30 maart 2024 volgde zijn tweede comeback van het seizoen 2023/24, tijdens de thuiswedstrijd tegen Hansa Rostock.  Door een blessure van Colin Kleine-Bekel speelde hij vervolgens alle acht resterende wedstrijden en droeg hij bij aan de historische promotie van Holstein Kiel naar de Bundesliga, dankzij een tweede plaats in de 2. Bundesliga.
In het seizoen 2024/25 kwam Johansson door blessures weinig in actie. In de herfst moest hij eerst uitvallen vanwege een hersenschudding. Nog zonder een wedstrijd te hebben gespeeld, liep hij vervolgens een knieblessure op waardoor hij opnieuw langere tijd uit de roulatie was. In maart maakte hij zijn rentree in een oefenwedstrijd tegen Eintracht Braunschweig. Op 19 april 2025, tijdens de 30e speelronde, speelde hij zijn eerste officiële minuten na zijn herstel in de uitwedstrijd tegen RB Leipzig. Twee weken later stond hij in de uitwedstrijd tegen FC Augsburg voor het eerst weer negentig minuten op het veld en droeg hij voor het eerst sinds zijn komst naar Kiel de aanvoerdersband. In de laatste wedstrijd van het seizoen tegen Borussia Dortmund werd hij na negen minuten van het veld gestuurd na het maken van een overtreding waarbij hij aan de noodrem trok. Holstein Kiel kende een moeizaam seizoen en degradeerde na één jaar uit de Bundesliga terug naar de 2. Bundesliga.

## Clubstatistieken
| Seizoen                     | Club            | Competitie      | Competitie | Competitie | Beker | Beker | Internationaal | Internationaal | Overig | Overig | Totaal | Totaal |
| Seizoen                     | Club            | Competitie      | Wed.       | Dlp.       | Wed.  | Dlp.  | Wed.           | Dlp.           | Wed.   | Dlp.   | Wed.   | Dlp.   |
| --------------------------- | --------------- | --------------- | ---------- | ---------- | ----- | ----- | -------------- | -------------- | ------ | ------ | ------ | ------ |
| 2013                        | Helsingborgs IF | Allsvenskan     | 2          | 0          | 4     | 0     | –              | –              | –      | –      | 6      | 0      |
| 2014                        | Helsingborgs IF | Allsvenskan     | 12         | 0          | 5     | 0     | –              | –              | –      | –      | 17     | 0      |
| 2015                        | Helsingborgs IF | Allsvenskan     | 16         | 1          | –     | –     | –              | –              | –      | –      | 16     | 1      |
| 2016                        | Helsingborgs IF | Allsvenskan     | 6          | 2          | 5     | 0     | –              | –              | –      | –      | 11     | 2      |
| 2017                        | Helsingborgs IF | Superettan      | 19         | 0          | –     | –     | –              | –              | –      | –      | 19     | 0      |
| 2018                        | Helsingborgs IF | Superettan      | 16         | 3          | 4     | 1     | –              | –              | –      | –      | 20     | 4      |
| 2019                        | Falkenbergs FF  | Allsvenskan     | 24         | 1          | –     | –     | –              | –              | –      | –      | 24     | 1      |
| 2020                        | Falkenbergs FF  | Allsvenskan     | 29         | 3          | 4     | 0     | –              | –              | –      | –      | 33     | 3      |
| 2021                        | IFK Göteborg    | Allsvenskan     | 18         | 2          | 3     | 1     | –              | –              | –      | –      | 21     | 3      |
| 2022                        | IFK Göteborg    | Allsvenskan     | 27         | 1          | 4     | 0     | –              | –              | –      | –      | 31     | 1      |
| 2022/23                     | → Randers FC    | Superligaen     | 13         | 1          | –     | –     | –              | –              | –      | –      | 13     | 1      |
| 2023/24                     | Holstein Kiel   | 2. Bundesliga   | 12         | 0          | 1     | 0     | –              | –              | 1      | 0      | 14     | 0      |
| 2024/25                     | Holstein Kiel   | Bundesliga      | 10         | 0          | 1     | 0     | –              | –              | –      | –      | 11     | 0      |
| Carrière totaal             | Carrière totaal | Carrière totaal | 204        | 14         | 31    | 2     | –              | –              | 1      | 0      | 235    | 17     |
| Bijgewerkt tot 15 juni 2025 |                 |                 |            |            |       |       |                |                |        |        |        |        |

* In het seizoen 2023/24 speelde Johansson als speler van het eerste elftal van Holstein Kiel één wedstrijd mee met het tweede elftal in de Regionalliga Nord.

## Interlandloopbaan
Johansson kwam uit voor verschillende Zweedse jeugdelftallen en speelde in totaal zes oefeninterlands, waarin hij één doelpunt maakte. Hij nam met deze teams niet deel aan een eindronde. Onder zijn ploeggenoten bevonden zich onder anderen Kerim Mrabti, Arbër Zeneli, Adam Lundkvist en Kristoffer Peterson.

### Zweedse jeugdelftallen
Johansson maakte op 9 oktober 2013 zijn debuut voor Zweden –19 in een met 1–2 gewonnen oefenwedstrijd tegen Finland. Hij begon in de basis en speelde de volledige wedstrijd. Zijn laatste jeugdinterland speelde hij op 31 maart 2015 voor Zweden –21, in een met 0–6 gewonnen oefenwedstrijd tegen Noorwegen. In dat duel maakte hij in de 73e minuut de 0–5. 
| Jeugdinterlands van Carl Johansson voor Zweden () | Jeugdinterlands van Carl Johansson voor Zweden () | Jeugdinterlands van Carl Johansson voor Zweden () | Jeugdinterlands van Carl Johansson voor Zweden () | Jeugdinterlands van Carl Johansson voor Zweden () | Jeugdinterlands van Carl Johansson voor Zweden () |
| №                                                 | Datum                                             | Wedstrijd                                         | Uitslag                                           | Soort Wedstrijd                                   | Doelpunten                                        |
| Als speler bij Zweden –19                         | Als speler bij Zweden –19                         | Als speler bij Zweden –19                         | Als speler bij Zweden –19                         | Als speler bij Zweden –19                         | Als speler bij Zweden –19                         |
| ------------------------------------------------- | ------------------------------------------------- | ------------------------------------------------- | ------------------------------------------------- | ------------------------------------------------- | ------------------------------------------------- |
| 1.                                                | 9 oktober 2013                                    | Finland – Zweden                                  | 1 – 2                                             | Vriendschappelijk                                 |                                                   |
| 2.                                                | 10 oktober 2014                                   | Zweden – Finland                                  | 0 – 1                                             | Vriendschappelijk                                 |                                                   |
| 3.                                                | 12 oktober 2014                                   | Zweden – Finland                                  | 4 – 1                                             | Vriendschappelijk                                 |                                                   |
| Als speler bij Zweden –21                         |                                                   |                                                   |                                                   |                                                   |                                                   |
| 1.                                                | 5 juni 2014                                       | IJsland – Zweden                                  | 0 – 1                                             | Vriendschappelijk                                 |                                                   |
| 2.                                                | 9 juni 2014                                       | Zweden – Slowakije                                | 4 – 1                                             | Vriendschappelijk                                 |                                                   |
| 3.                                                | 31 maart 2015                                     | Noorwegen – Zweden                                | 0 – 6                                             | Vriendschappelijk                                 | Goal                                              |
| Bijgewerkt tot 24 maart 2024                      |                                                   |                                                   |                                                   |                                                   |                                                   |

## Persoonlijk
Johansson is geboren in Lund en opgegroeid in Höör.